# Australian Championships 1958
Turniej tenisowy Australian Championships, dziś znany jako wielkoszlemowy Australian Open, rozegrano w 1958 roku w Sydney w dniach 17 - 27 stycznia.

## Zwycięzcy

### Gra pojedyncza mężczyzn
- Ashley Cooper (AUS) - Malcolm Anderson (AUS) 7:5, 6:3, 6:4

### Gra pojedyncza kobiet
- Angela Mortimer (GBR) - Lorraine Coghlan (AUS) 6:3, 6:4

### Gra podwójna mężczyzn
- Ashley Cooper (AUS)/Neale Fraser (AUS) - Roy Emerson (AUS)/Bob Mark (AUS) 7:5, 6:8, 3:6, 6:3, 7:5

### Gra podwójna kobiet
- Mary Bevis Hawton (AUS)/Thelma Coyne Long (AUS) - Lorraine Coghlan (AUS)/Angela Mortimer (GBR) 7:5, 6:8, 6:2

### Gra mieszana
- Mary Bevis Hawton (AUS)/Robert Howe (AUS) - Angela Mortimer (GBR)/Peter Newman (GBR) 9:11, 6:1, 6:2